# Фанні Дьюрінович
Фанні Дьюрінович (угор. Fanni Gyurinovics, 24 жовтня 2001) — угорська плавчиня.
Учасниця Олімпійських Ігор 2020 року, де в змішаній естафеті 4x100 метрів комплексом її збірна посіла 15-те місце (останнє серед тих, що фінішували) і не потрапила до фіналу.